# Aiguille du Tour
L'Aiguille du Tour (3,540 m) és una muntanya al Massís del Mont Blanc, localitzada a la frontera entre Suïssa i França. La via normal té una graduació F (senzilla) i pot ser ascendida des de qualsevol vessant, pel Refugi Albert Primer pel vessant francés o pel Refugi del Trient des del costat suís.
L'Aiguille du Pissoir (3,440 m) i l'Aiguille Purtscheller (3,475 m) són els cims secundaris localitzats respectivament al nord i al sud de l'Aiguille du Tour.